# Iacob I al Aragonului
Iacob I al Aragonului (în spaniolă Jaime, cunoscut ca Iacob Cuceritorul; n. 2 februarie 1208, Montpellier, Coroana Aragonului – d. 27 iulie 1276, Valencia, Coroana Aragonului) a fost un rege al Aragonului și Cataloniei (1214-1276).

## Biografie
A fost cel mai renumit dintre regii medievali ai Aragonului, fiind educat de cavalerii templieri. Fratele bunicului său a condus ca regent, până în anul 1218.
Iacob a avut o contribuție importantă la supunerea marilor răzvrătiți și a preluat guvernarea regatelor sale în anul 1227. A cucerit Insulele Baleare (1227-1235) și regatul Valenciei (1233-1248), dar a renunțat la pretențiile teritoriale asupra unor regiuni din sudul Franței. L-a ajutat pe Alfonso al X-lea al Castiliei să înăbușe revolta maurilor din Murcia (1266) și a întreprins o cruciadă în Țara Sfântă (1269), pe care a pierdut-o.

## Legături externe
- libro.uca.edu
  - Full online book The Chronicle Of James I Of Aragon
  - The Worlds of Alfonso the Learned and James the Conqueror – Robert I. Burns, S.J., ed.
  - The Crusader Kingdom of Valencia – Robert Ignatius Burns, S.J.
- Medieval Sourcebook: e-text of James's grant of trade privileges to Barcelona, 1232, freeing the city from tolls and imposts with his realms
- Iacob I al Aragonului la Find a Grave
- The Barcelona Maritime Code of 1258 Arhivat în 17 octombrie 2006, la Wayback Machine.